# Exitianus curvipenis
Exitianus curvipenis är en insektsart som beskrevs av Ghauri 1972. Exitianus curvipenis ingår i släktet Exitianus och familjen dvärgstritar. Inga underarter finns listade i Catalogue of Life.